# 云台路
云台路是上海浦东新区西南部的一条道路。南起三林路，北至博成路。全长5公里。

## 历史
1980年代初，辟筑云台路，起初范围为北起连云港路，南至浦东南路。长580米，宽21米，设计为居民区路段。1984年，范围延伸至浦东南路至川杨河。至今，云台路仍是一条在川杨河中断的断头路。2019年，云台路成为上海市当年24条林荫路中的一条，道路两边栽种悬铃木。

## 沿线设施（北向南）
- 中华艺术宫
- 上海协和双语学校（浦东校区）
- 上海轨道交通7号线云台路站
- 上海市社会保险事业管理中心
- 沃尔玛（上南店）
- 清流中学
- 新世界实验小学
- 云台花鸟工艺品市场
- 民办华二浦东实验学校
- 杨东菜市场
- 三林镇杨东社区市民中心
- 杨思天主堂
- 亿丰时代广场
- 中汾泾城市绿地
- 华安养老院
- 上海轨道交通6号线华夏西路站
- 上海市东方医院南院
- 上海市实验学校南校
- 尚博实验小学
- 三林中心小学

## 交会道路（北向南）
- 博成路
- 国展路
- 雪野路
- 浦东南路
- 浏河路
- 齐河路
- 昌里路、昌里东路
- 成山路
- 德州路
- 杨新东路
- 杨思路
- 板泉路
- 上浜路
- 海阳路
- 高青路
- 杨南路
- 联明路
- 华夏西路
- 尚博路
- 三林路